# Sam Anderson (Schauspieler, 1945)

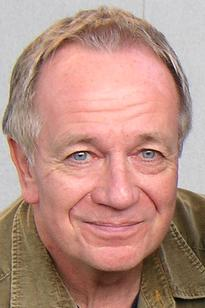
Sam Anderson (2006)

Sam Anderson (* 13. Mai 1945 in Wahpeton, Richland County, North Dakota) ist ein US-amerikanischer Schauspieler.

## Leben
Anderson studierte Amerikanische Literatur und Kreatives Schreiben an der University of North Dakota in Grand Forks sowie der University of Wisconsin in Madison. Nach Studienabschluss war er ab 1972 für vier Jahre Theaterlehrer am Antelope Valley College in Lancaster, Kalifornien. Er entschied sich, es beruflich als professioneller Schauspieler zu versuchen, und zog nach Los Angeles. Hier spielte er in Theaterproduktionen und erhielt ab Ende der 1970er-Jahre zunächst eher klein ausfallende Rollen in Film und Fernsehen.
Ab den 1980er-Jahren konnte sich Sam Anderson in Hollywood vor allem durch Rollen in Fernsehserien etablieren, wobei er häufig Autoritätsfiguren und mitunter auch Schurken verkörpert. Wiederkehrende Rollen hatte er als Postbeamter Mr. Gorpley in Ein Grieche erobert Chicago, als Anwalt Holland Manners in den ersten beiden Staffeln von Angel – Jäger der Finsternis, als Schulleiter Willis Dewitt in der Sitcom Unser lautes Heim, als Kardiologie-Chef Dr. Jack Kayson in Emergency Room – Die Notaufnahme sowie als Zahnarzt Bernard Nadler in Lost. In der Episode Hotel Royale der Sci-Fi-Serie Raumschiff Enterprise: Das nächste Jahrhundert spielte er einen Hotelmitarbeiter.
Hinzu kommen in Andersons Auftritte in bislang über 20 Kinofilmen, darunter vielleicht am bekanntesten die Rolle des Schulleiters in Forrest Gump (1994). Weiterhin ist er als Theaterschauspieler und -regisseur tätig, unter anderem wirkte er als langjähriges Mitglied an vielen Produktionen der kalifornischen Road Theatre Company mit.
Anderson ist seit 1985 verheiratet und Vater von Zwillingen. Der literaturbegeisterte Anderson ist ein Mitglied bei den Mystery Writers of America.

## Filmografie (Auswahl)

### Kino
- 1979: The Swap
- 1982: Die unglaubliche Reise in einem verrückten Raumschiff (Airplane II: The Sequel)
- 1987: La Bamba
- 1988: Critters 2 – Sie kehren zurück (Critters 2: The Main Course)
- 1990: Dark Angel
- 1992: Jagd auf einen Unsichtbaren (Memoirs of an Invisible Man)
- 1993: Hot Shots! Der zweite Versuch (Hot Shots! Part Deux)
- 1994: Forrest Gump
- 1994: Puppet Masters – Bedrohung aus dem All (The Puppet Masters)
- 1998: Permanent Midnight – Voll auf Droge (Permanent Midnight)
- 2000: King of B-Movies
- 2002: Slackers
- 2011: Wasser für die Elefanten (Water for Elephants)
- 2012: 3, 2, 1... Frankie Go Boom
- 2012: Wild Beasts
- 2014: Devil’s Due – Teufelsbrut (Devil’s Due)
- 2016: Do You Take This Man
- 2016: Ouija: Ursprung des Bösen (Ouija: Origin of Evil)
- 2018: Song of Back and Neck
- 2022: Der Gesang der Flusskrebse (Where the Crawdads Sing)

### Fernsehen
- 1978: Police Story (Folge 5x05)
- 1979–1981: WKRP in Cincinnati (4 Folgen)
- 1983: Chefarzt Dr. Westphall (St. Elsewhere, Folge 1x18 Ans Bett gefesselt)
- 1983: Remington Steele (Folge 2x04)
- 1984: T. J. Hooker (Folge 3x19)
- 1984: Mama Malone (Fernsehserie, 11 Folgen)
- 1984: Polizeirevier Hill Street (Hill Street Blues, Fernsehserie, Folge 5x11)
- 1985: Hotel (Folge 2x09)
- 1985: Magnum (Magnum, P.I., Folge 5x19 Künstliche Intelligenz)
- 1985: Hunter (Folge 2x01: Case X)
- 1986: Golden Girls (The Golden Girls, Folge 2x11 ’Twas the Nightmare Before Christmas)
- 1985: Dallas (2 Folgen)
- 1986–1992: Unser lautes Heim (Growing Pains, 13 Folgen)
- 1986–1992: Ein Grieche erobert Chicago (Perfect Strangers, 37 Folgen)
- 1988: 21 Jump Street – Tatort Klassenzimmer (21 Jump Street, Folge 2x22)
- 1989: Raumschiff Enterprise: Das nächste Jahrhundert (Star Trek: The Next Generation, Folge 2x12 Hotel Royale)
- 1991–1993: L.A. Law – Staranwälte, Tricks, Prozesse (L.A. Law, 4 Folgen)
- 1992: Jake und McCabe – Durch dick und dünn (Jake and the Fatman, Folge 5x21)
- 1992–1995: Picket Fences – Tatort Gartenzaun (Picket Fences, 7 Folgen)
- 1993: Melrose Place (2 Folgen)
- 1993: Ich will neue Eltern (A Place to Be Loved, Fernsehfilm)
- 1993–1996: Mord ist ihr Hobby (Murder, She Wrote, 4 Folgen)
- 1994: Stephen Kings The Stand – Das letzte Gefecht (The Stand, Miniserie, 3 Folgen)
- 1994–2000: Diagnose: Mord (Diagnosis: Murder, 3 Folgen)
- 1994–2007: Emergency Room – Die Notaufnahme (ER, 20 Folgen)
- 1996: Marilyn – Ihr Leben (Norma Jean & Marilyn, Fernsehfilm)
- 1996: Millennium – Fürchte deinen Nächsten wie Dich selbst (Millennium, Folge 1x05 Einmal ein Star)
- 1997: Akte X – Die unheimlichen Fälle des FBI (The X-Files, Folge 5x18)
- 1997: Mord ohne Erinnerung (The Sleepwalker Killing, Fernsehfilm)
- 1998: Chicago Hope – Endstation Hoffnung (Chicago Hope, Folge 4x17 Liver, Hold the Mushrooms)
- 1998: Friends (Folge 5x03 Hurra, die Drillinge sind da)
- 1998: From the Earth to the Moon (Miniserie, 2 Folgen)
- 1998: Akte X – Die unheimlichen Fälle des FBI (The X-Files, Folge 5x18 Die Pine-Bluff-Variante)
- 1999: Ally McBeal (Folge 2x11 In Dreams)
- 2000: The West Wing – Im Zentrum der Macht (The West Wing, Folge 2x08 Schibboleth)
- 2000–2001: Angel – Jäger der Finsternis (Angel, 8 Folgen)
- 2001: JAG – Im Auftrag der Ehre (JAG, Folge 7x04 Guilt)
- 2002: Alle lieben Raymond (Everybody Loves Raymond, Folge 6x16 Lucky Suit)
- 2002: CSI: Miami (Folge 1x01 Golden Parachute)
- 2003: Without a Trace – Spurlos verschwunden (Without a Trace, Folge 1x17 Kam Li)
- 2004: CSI: Vegas (CSI: Crime Scene Investigation, Folge 5x08 Ch–Ch–Changes)
- 2005: Boston Legal (Folge 1x12 From Whence We Came)
- 2005: Malcolm mittendrin (Malcolm in the Middle, Folge 6x10 Die Rechte der Frauen)
- 2005–2010: Lost (21 Folgen)
- 2006: CSI: NY (Folge 3x09 And Here’s to You, Mrs. Azrael)
- 2006: Cold Case – Kein Opfer ist je vergessen (Cold Case, Folge 3x23 Joseph)
- 2008: One Tree Hill (2 Folgen)
- 2009: Grey’s Anatomy (Folge 5x15 Before and After)
- 2009: Criminal Minds (Folge 4x19 House on Fire)
- 2009: Leverage (Folge 1x09 The Snow Job)
- 2010: Navy CIS (NCIS, Folge 8x02 Worst Nightmare)
- 2013: Dallas (2 Folgen)
- 2012: Hawaii Five-0 (Folge 2x13 Ka Ho’ Oponopono)
- 2013–2014: Justified (9 Folgen)
- 2014: Castle (Folge 6x15 Smells Like Teen Spirit)
- 2014: Grimm (2 Folgen)
- 2014: Chasing Life (2 Folgen)
- 2014: Bones – Die Knochenjägerin (Bones, 2 Folgen)
- 2017: This Is Us – Das ist Leben (This Is Us, Folge 2x07 Enttäuschungen)
- 2019: How to Get Away with Murder (Folge 6x7 I'm the Murderer)
- seit 2022: A Million Little Things
- 2023: Painkiller (Miniserie)